# Мосбург-ан-дер-Изар

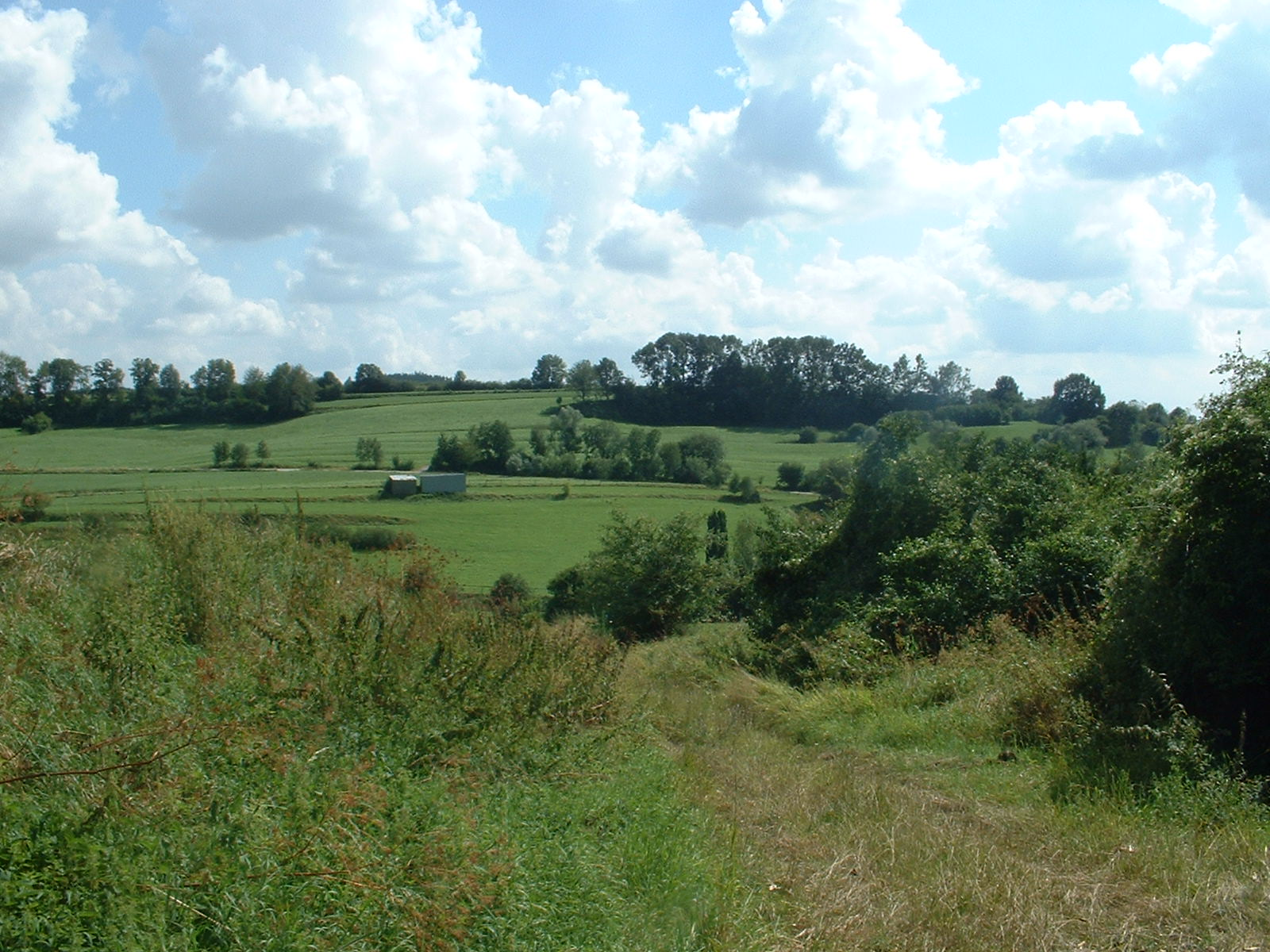
Мосбург-ан-дер-Изар

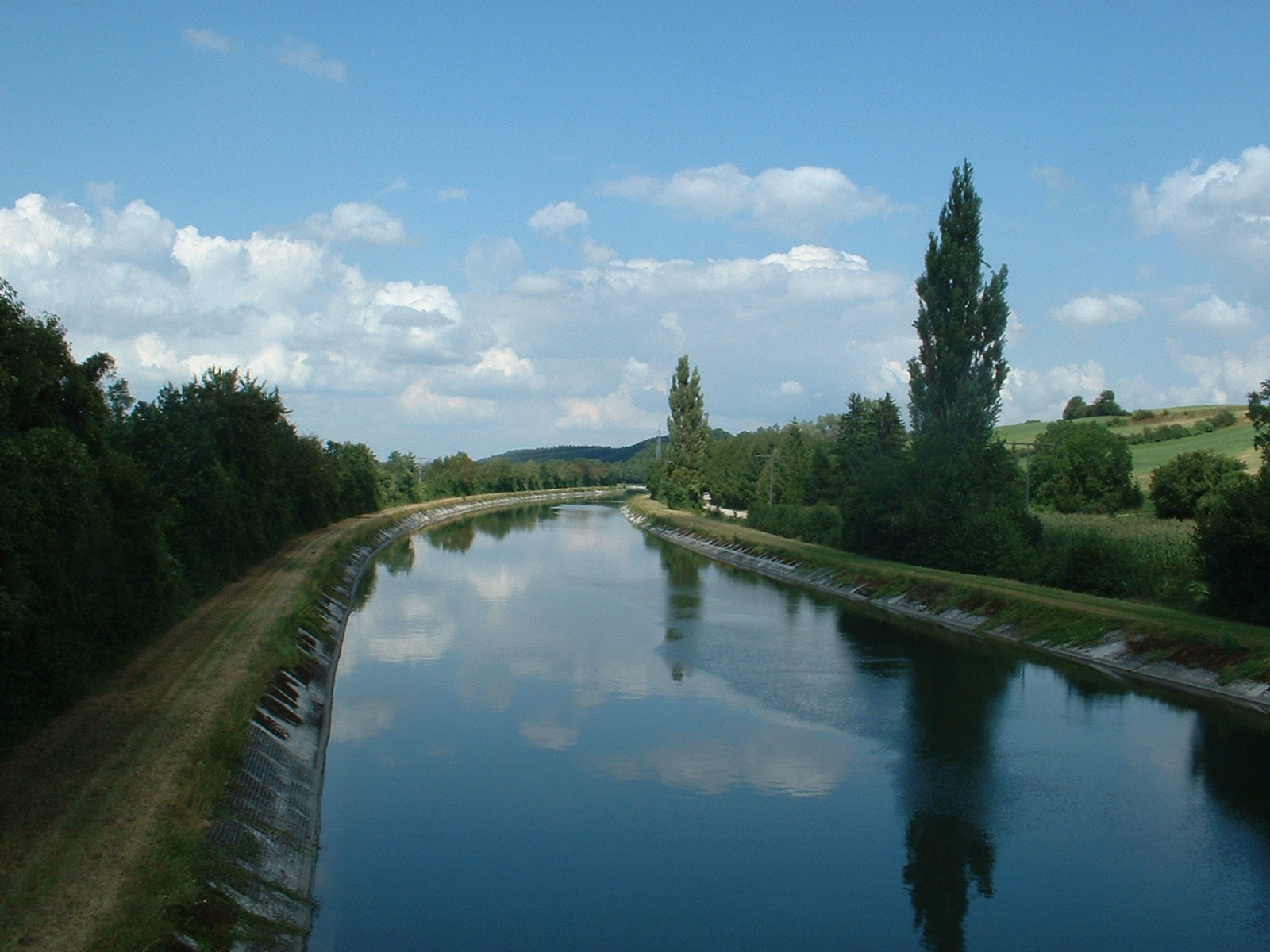
Мосбург-ан-дер-Изар

Мосбург-ан-дер-Изар (нем. Moosburg an der Isar) — город в Германии, в земле Бавария. 
Подчинён административному округу Верхняя Бавария. Входит в состав района Фрайзинг.  Население составляет 17 554 человека (на 31 декабря 2010 года). Занимает площадь 43,86 км². Официальный код  —  09 1 78 143.